# اچ‌ام‌اس کینگستون (۱۶۹۷)
اچ‌ام‌اس کینگستون (۱۶۹۷) (به انگلیسی: HMS Kingston (1697)) یک کشتی بود که طول آن ۱۴۵ فوت (۴۴٫۲ متر) بود.